# Loners
Loners (originalmente llamados Excelsior) es una miniserie de historietas de Marvel Comics, apareciendo por primera vez en las páginas de The Runaways. Se trata de un grupo de apoyo en Los Ángeles creado para los ex superhéroes adolescentes de Nueva York, fundada por Turbo de los New Warriors, y Phil Urich, el heroico ex Green Goblin.Entre sus objetivos se encuentra inicialmente el ayudar a los superhéroes adolescentes a adaptarse a una vida normal, mientras que hacen frente a sus poderes, y para disuadir a otros adolescentes con superpoderes de convertirse en heroes, pero estas metas son descartan en sus propias miniseries ya que el grupo aparentemente queriendo evitar el uso de sus poderes a cualquier razón, incluso si eso significa abandonar a las víctimas de la delincuencia a su suerte. A pesar de que todos los personajes fueron creados por diferentes autores y artistas, el equipo en sí fue creado por Brian K. Vaughan y Adrian Alphona, se añade al elenco otros superhéroes  (Spider-Woman, Hueco, y Red Ronin) durante los eventos de la miniserie de 2007.
El grupo había aparecido originalmente en la premiada serie, Runaways. Ellos habían sido introducido en "True Believers", el primer arco de la historia del segundo volumen de la serie. Al final del arco de la historia, se reveló que el grupo había sido patrocinado por Rick Jones, en nombre del Capitán América, que esperaba asegurar que los Runaways no se metieran en problemas. Después de una batalla con Ultron, Rick Jones se ofreció a patrocinar el equipo a tiempo completo. Su equipo creativo es C.B. Cebulski (escritor) y Karl Moline (artista).

## Descripción general
Originalmente debutaron en la serie The Runaways bajo el nombre de "Excelsior", el equipo más tarde recibió su propia serie limitada con la posibilidad de seguir imprimiendo pero las ventas debían ser lo suficientemente alta, no siendo este el caso. El título de la serie y el equipo fue cambiado de Excelsior a Loners, debido a cuestiones de marcas debido a que Stan Lee tiene una marca con el nombre "Excelsior!", aunque el equipo apareció en un número del tercera volumen de Marvel Team-Up con el nombre Excelsior antes de que Loners se publicara. El título se estrenó el 11 de abril de 2007 y duró 6 números. En una desviación estilística de su debut en The Runaways como un cómic diferente, aunque Loners no es una comedia, las portadas de los temas individuales todavía sugieren un tono alegre por ser homenajes directos a la imagen icónica de los largometrajes de comedia adolescente de John Hughes, y las personalidades exageradas de su debut en los Runaways también se conservan en su totalidad en el elenco, aunque esto hace crear algunas discrepancias de continuidad, en particular los lapsos frecuentes en que Darkhawk entra en una agresividad potencialmente asesina y la reversión repentina de cuerpos que no tiene en cuenta los acontecimientos posteriores de la serie Darkhawk ( estos errores de continuidad son referidos en Marvel Team-Up Vol.3 # 15), y Julie Powers que ya no posee la capacidad de teletransportarse, sus poderes ahora incluyendo la capacidad de flotar en el aire sin estar en movimiento, y su personaje pretende ser de Nueva York en lugar de la casa de la familia en Bainbridge Island, Washington. En una plot más lejos de su debut y sus apariciones en otros de los títulos de Marvel en los que salen como un grupo de superhéroes en pleno funcionamiento, el grupo ahora tiene una función completamente diferente y sin precedentes, al pasar de un grupo de apoyo y consejo de superhéroes activos, a un grupo de adictos y recuperación. Se puede observar que los métodos utilizados por el grupo en muchos casos contradicen las prácticas comunes de empoderamiento individual que se encuentra en grupos de adicción y recuperación en favor de (irónicamente) la codependencia del grupo y sus rituales. En la serie, la "adicción" se resalta la conducta adictiva: el uso de sus superpoderes, la lucha contra la delincuencia, y ayudar a los necesitados. Las adicciones no son de sustancia narcóticas en ningún momento durante la serie, aunque Mattie Franklin es visto emborracharse en un bar durante el montaje de cierre de la tercera impresión a pesar de estar todavía en secundaria, lo que sugiere la posibilidad de que es dependiente al alcohol.
Julie Power y Johnny Gallo son también objeto de contradicciones de sus personaje durante el transcurso de la serie: mientras que en su aparición en los Runaways una de las razones de Johnny se uniera al grupo es que pudiera estar con otros ex-héroes adolescentes que habían experimentado la fama como superhéroes y que más tarde no podía vivir sin ella, esto fue modificado en Loners a buscar emociones en ser superhéroe y para conocer mujeres, y luego modificado por tercera vez para ser una respuesta a la muerte de su amigo que se mató durante una batalla de superhéroes (aunque esta batalla- que ocurren durante los eventos del arco 'Wolverine: Enemy of the State" - no se produjo realmente hasta después de Johnny apareció por primera vez como miembro del grupo Excelsior en Los Ángeles, a pesar de que durante Loners es retratado como aun viviendo en Nueva York, y trabajando como un superhéroe junto con el amigo en cuestión: Eddie McDonough, quien también es retratado como estar de vuelta en la armadura de Hornet que había perdido, y de alguna manera se cura de la parálisis cerebral que lo aquejaba). La poca inteligencia de Julie muestra en Runaways: True Believers y los tres primeros números de Loners también es revelada como una afectación que ella adopta para encajar con los nativos de Los Ángeles y sus compañeros de equipo, a pesar de que conserva esta personalidad por el resto de la serie, independientemente de su revelación. Edad de Julie también es modificada varios años, a partir de lo indeterminado de "ex-adolescente" en los Runaways para la edad específica de 17, y ya no muestra sus poderes de teletransportación, o la capacidad de crear escudos.
Tres nuevos miembros del equipo también son introducidos en la serie: Penance(conocido como Hollow), Spider-Woman y Namie, la segunda versión del Red Ronin. Después de la miniserie, The Loners aparecen en una historia de diez páginas dentro del especial de Navidad del 2007 de Marvel Holiday Special.
Después de Mattie murió y Darkhawk resultó gravemente herido (en "Grim Hunt" y The Thanos Imperative, respectivamente), los restantes miembros del equipo fueron incluidos en la Avengers Academy por Ojo de Halcón.

## Miembros

### Patrocinador
Rick Jones, en nombre del Capitán América.

### Los miembros originales
Darkhawk (Chris Powell). Decidió renunciar a sus poderes después de que sus pesadillas se hicieron demasiado intensa para él de manejar. Chris posee un mal genio y con tendencia a la violencia, sobre todo en su forma Darkhawk, atacando no sólo sus objetivos, sino que sus propios compañeros de equipo.
Green Goblin (Phil Urich). La cuarta encarnación Heroica del Green Goblin. Después de perder su traje y equipo durante una batalla, terminó la universidad, obtuvo una licenciatura en periodismo, y ayudó a iniciar Excelsior. Fue visto recientemente en Nueva York trabajando para el Daily Bugle (anteriormente Front Line) y es el nuevo Hobgoblin , que está trabajando para Kingpin.
Lightspeed (Julie Power), integrante de Power Pack. Convencida de que el estilo de vida de superhéroe le robó su inocencia infantil, ella dejó a su familia desde los 15 años y se mudó a California, con la esperanza de convertirse en actriz. Actualmente asisten a la Avengers Academy como ayudante de un profesor.
Ricochet (Johnny Gallo), antes de Slingers. Él es un mutante que tiene un sentido de alerta temprana al igual que Spider-Man, así como una destreza para las acrobacias, habilidad para lanzar objetos, reflejos y coordinación. [1]
Turbo (Michiko "Mickey" Musashi), exmiembro de los New Warriors. Decidir que haría más bien con su educación de lo que haría a través de sus aventura, retiró la armadura de Torpedo y regresó al periodismo de investigación. [1]
Geoffrey Wilder, un miembro desplazados en el tiempo del enemigo de los Runaways, The Pride, disfrazado como Jonothan "Jono" Starsmore, más conocido como Chamber, un exmiembro de Generation X y los X-Men. Geoffrey utilizado al grupo como una oportunidad para obtener información de inteligencia sobre las Runaways y nunca regresó a ellos después del final del arco "True Believers". Su identidad falsa fue insinuado por Molly Hayes cuando le preguntó que a quien pensaba que estaba engañando con su "acento falso".

### Los miembros posteriores
Hollow, conocida anteriormente como Penance de Generation X. Se desconoce quien habita ahora en este cuerpo hueco.
. Namie, un personaje femenino misterio que no es uno de los personajes femeninos adolescentes introducido anteriormente. Cebulski previamente dio a entender que ella tiene lazos con el Universo Marvel, finalmente expuesto como un cyborg y el nuevo modelo para el Red Ronin; UJ1-XD
Spider-Woman (Mattie Franklin). Después de ser explotada para crear la hormona de crecimiento Mutante, Mattie se mudó a Los Ángeles para empezar de nuevo y ha estado yendo a las reuniones con regularidad, pero dejó el equipo después. Más tarde, fue vista en la ciudad de Nueva York, pero fue capturada por Ana Kraven y más tarde fue asesinada por Sasha Kraven.

## Argumento
Las cubiertas para cada número de la serie se basan en los carteles de películas de 1980 adolescentes dirigidas o escritas por John Hughes.

### Fear of Flying
El primer número comienza con Julie Powers pidiendo disculpas a Phil Urich por su teléfono celular; Phil trata de convencerla de no hacer nada precipitado, pero falla: Julie se lanza de un edificio, cae por un momento, y luego vuela por los aires. Poco después, Phil y Mickey discuten las acciones de Julie y planear su próximo movimiento.
El grupo de apoyo se reúne en el sótano de una iglesia, y después de esperar a que Julie llegue, deciden empezar sin ella. Mattie Franklin pide hablar en primero, recordando sus experiencias como Spider-Woman. Julie finalmente llega hablando por teléfono celular al parecer con su hermano Alex. Ella se disculpa con el grupo, tanto por su tardanza como su reciente recaída.
Chris Powell insulta a Julie, que sugiere que ella tiene la lucha más difícil de todos ellos debido a que ella ha tenido sus poderes por más largo tiempo (siete años). Mattie, sin embargo, señala que a pesar de eso ella no ha estado en el negocio de héroe, tanto como el resto de los miembros del grupo, ocultando sus piernas psiónicas de araña que le causan placer físico constante. Después de revelar dramáticamente sus apéndices, ella sale corriendo de la reunión.
Fuera de la iglesia, Mattie explica a Chris que ella tiene algunos asuntos pendientes con los concesionarios de MGH, quien la explota en el pasado; ella les ha seguido la pista a Los Ángeles. Ella le pide que le ayude como Darkhawk en una sola misión.
Darkhawk y Spider-Woman asaltan el escondite de los distribuidores de MGH y derrota a los distribuidores con facilidad, pero son atacados por la persona que " suministran los materiales" para MGH, Nekra. Por suerte, el miembro de grupo de apoyo Johnny Gallo (Ricochet) siguió a Darkhawk y Spider-Woman a la base de operaciones de los concesionarios y les ayuda a escapar de las garras de Nekra. Después de derrotarla, el trío descubre una lista que contiene los nombres de supervillanos que se suministra en MGH por los concesionarios y decide investigar más a fondo, aunque deciden no decirle al resto del grupo.

### Reflex Actions
Una semana más tarde, Johnny contempla qué hacer a continuación. Más tarde, en un restaurante, Johnny trata de convencer a Chris y Mattie para decirle al resto del grupo de apoyo sobre lo que han hecho. Mattie insiste en que ella necesita más tiempo para dar seguimiento a la información que han reunido. Cuando Johnny recuerda sarcásticamente a Mattie de su "acto" durante la reunión del grupo reciente, ella casi lo ataca y lo acusa de asistir al grupo por razones egoístas.
En la próxima reunión del grupo de apoyo, Phil menciona el MGH y sugiere que podría ser utilizado como una razón más para animar a más superhéroes adolescentes de establecer una vida normal. Johnny se levanta para hablar, Mattie y Chris pensando que él está a punto de revelar sus acciones recientes. Sin embargo, él le dice al grupo los motivos por los que él se mudó a Los Ángeles. Después de que los Slingers se disolvieron, su mejor amigo Eddie McDonough (Hornet) convenció a Johnny para continuar como un superhéroe. Ricochet admite que lo hizo por la gloria en lugar de ayudar a la gente, pero cuando Hornet fue asesinado por Wolverine, Johnny se culpa por la muerte de su amigo, ya que él se negó a ayudarle antes de la situación.
Johnny intenta sin éxito ponerse en contacto tanto con Mattie (quien hace caso omiso a su llamada mientras leer sobre algunas investigaciones acerca de los ex compañeros de Ricochet) y Chris (quien llega a la casa de Mickey para llevarla en una cita). Ricochet se dirige al almacén abandonado que es su mejor pista; entra a escondidas y se sorprende al ver mujeres sedadas en recipientes llenos de líquido. Es atacado por el exasesino de The Rose, Dalila, quien asume que es el mismo Ricochet que la traicionó en el pasado.
A pesar de que Ricochet la derrotar, durante el curso de la batalla uno de los contenedores se rompieron y el ex mutante de Generation X conocido como Penance emerge.

### What Lies Beneath
Phil Urich narra los eventos conforme el grupo se reúnen en una sala de emergencias local. Él relata la historia de la lucha de Johnny con Penance y lo que llevó a Julie a ser apuñalado después de volar en el medio de la pelea de Johnny y Penance. De repente, recordando que él dejó a Penance y varias mujeres indefensas en el almacén, Johnny sale corriendo de la sala de emergencia e intentar volver a la escena, pero es detenido por las acusaciones del grupo acerca de su comportamiento. Penance aparece ante el grupo de alguna manera rastreado a Johnny, y soldados invisibles armados hasta los dientes los atacan, después de que estos siguieran a Penitencia. Sigue una breve batalla que termina cuando Mickey hace un trato con la cabeza del grupo de oposición como un compañero japonés y hacen negociaciones en su "propio idioma", los términos siguen siendo un misterio para el grupo. Los miembros van por caminos separados, y Penance regresa con Phil a dormir en su departamento. Julie sale volando del hospital antes de que puedan contactar a sus padres acerca de su condición, y aparentemente Phil está alucinando al ver al Green Goblin cuando se ve en el espejo.

### What you Don’t know
Julie y Johnny van a almorzar; él está sorprendido por sus capacidades curativas causadas por los cambios Kymellian a su ADN, y señaló que fue apuñalada en "el intestino", a pesar de su cicatriz es claramente visible en el hombro. Julie está intrigado por Hollow (anteriormente Penance) quedándose en casa de Phil Urich, y los rumores acerca del romance de Mickey y Chris. Los dos llegan a Marvel Studios para mantener la cita de Julie para una audición.
En el apartamento de Phil, él lava los platos y mira a Hollow dormir. Una imagen de ella besándolo como el Duende Verde aparece dentro de un plato, que lo llevó a romper la placa y despertar a Hollow; ella hace su mejor esfuerzo para consolarlo.
En la audición, el director sugiere a Julie que necesita clases de actuación; ella se va enfurecida. Ella y Johnny critican el director, que (ellos creen) sobre-utiliza efectos CGI. Otro director llamado Mark Lowell les escucha y menciona los problemas que tiene en la búsqueda de buenos dobles de acción. Julie ofrece tanto los servicios de ella com los de Johnny, que agrada al director, pero crea dudas para Johnny - ambos deben utilizar sus poderes para llevar a cabo sus nuevos puestos de trabajo.
En el observatorio James Dean; Chris se disculpa con Mickey. Ella admite que no le gusta tener "otras mujeres en el grupo". Chris le pregunta por qué Mickey no considera a Julie como una mujer, a lo que Mickey comienza a responder con que Julie "no es--", pero se detiene a sí misma, mencionando que Julie se centró en su carrera como actriz, y no "en el mundo de las citas".
Julie, se viste como Black Cat y Johnny es vestido como Iron Fist, realizando acrobacias. El director expresa su satisfacción. Sus elogios llevan a Julie a volar fuera del set; Johnny contacta a Mattie y le dice que van a tener que cambiar la fecha de su reunión. Julie aparentemente teléfonos a su hermana Katie con las noticia. De vuelta en el camerino de Julie, el director entra y actúa de una manera inapropiada, finalmente acosando físicamente a Julie. Él amenaza con denunciarla por el uso no autorizado de sus poderes cuando ella le lanza un remolque. Julie responde que existen leyes para proteger a los menores contra los depredadores sexuales. El director se sorprende; ya que no tenía conocimiento de que Julie tenía sólo diecisiete años. Julie sale del set de filmación.
En la reunión, Julie habla primero. Como Johnny lo hizo anteriormente, Ella admite haber mentido acerca de sus razones para dejar de ser una super heroína. Ella les muestra una fotografía del Power Pack, sugiriendo que desde muy temprana edad tenía que aprender a mantener sus poderes y otra información sobre sus hermanos en secreto (aunque en la serie Power Pack original, era Julie quien más se resistía a ocultar sus poderes, y en todas las otras apariciones como miembro de Excelsior / Loners, ella menciona a sus hermanos con frecuencia, y no usa una máscara para ocultar su identidad, a pesar de que todos los otros miembros del equipo lo hacen). Ella admite que una carrera en Hollywood puede no suceder para ella y decide ser más honesto.
Julie es interrumpida por Nekra, que informa al grupo que ella los encontró a través de la información con respecto a su grupo de apoyo que se encuentra en Internet y las los ataca.

### Chinks in the Armor
El grupo se siente abrumado por Nekra. Phil y Mickey son impotentes para detener al villano, y sólo la oportuna llegada de Namie termina la batalla. Después Phil aprende que Chris y Mickey son pareja. Al mismo tiempo, Mattie y Johnny regresan al apartamento de Johnny. Mientras que Johnny está tomando una ducha, Mattie investiga su lugar. Johnny la atrapa y Mattie lo seduce con el fin de mantener su cubierta. Más tarde es revelado que fue contratada por los padres de ex Slinger Dusk, para encontrarla. Mientras tanto, Mickey se enfrenta a Chris acerca de sentirse impotente en la batalla con Nekra, así como que Chris no se deshizo del amuleto Darkhawk. Mickey revela que se siente impotente sin su armadura ya que todos los demás tienen poderes "de verdad" - a excepción de Chris, cuya armadura refleja las propias habilidades de Mickey e identidad. Su argumento se pone pospone cuando Phil llega con Hollow, que ha cambiado de color desde el número anterior sin explicación. Phil comienza a reprender a Mickey, y luego a atacar a Chris y le robar el amuleto, con el que se transforma en una versión Goblin de Darkhawk.

### Double Identities
Chris se está recuperando del ataque, sólo para presenciar a Phil en la armadura Darkhawk atacando a Hollow y acercándose a Mickey. Chris se las arregla para aprovechar el poder del amuleto y se convierte en Darkhawk en su segunda armadura, aunque no se explica cómo se puede utilizar la armadura sin todo un amuleto, ya que se ha establecido con anterioridad que sin el, la armadura Darkhawk permanece inerte. Mientras que los dos batalla, los otros Loners, incluyendo a un Mickey en armadura, llegan. Phil es derrotado y Chris toma nuevamente amuleto. Phil luego deja a los Loners, pero no antes de revelar que Namie es un cyborg (la nueva Red Ronin), que Mickey hizo un trato secreto con Fuyumi Fujikawa, y que Julie esconde un terrible secreto del grupo. Penance recoge Phil y se van volando, aunque los medios de la levitación y propulsión por el cual esto se logra nunca se explican. Disgustado, Mattie reprende al grupo acerca de sus decisiones pasadas acerca de no usar sus poderes, así como su decisión de dormir con Johnny, y se va.
Una semana más tarde, The Loners están de nuevo juntos menos Hollow, Phil, y Mattie. La serie termina con ninguno de ellos dispuesto a hablar de sus problemas o lo que ha sucedido hasta ahora.
Después de que la serie ha terminado, el grupo se encuentra en el apartamento de Mickey Musashi celebrar la Navidad y tratar de resolver algunos de sus problemas personales de los demás a través de Santa secreto.

## El futuro
En el 2008  Wizard World: Philadelphia se planteó una pregunta acerca de una posible nueva serie de Loners. C.B. Cebulski dijo que hay planes para algunos de los personajes en "diferentes lugares", sugiriendo que se trataba de "un mercado difícil para un libro como Loners", aunque las cifras globales de ventas de Marvel fueron en realidad en aumento en el momento de publicación de Loners.
Autor Cebulski tenía planeado que Loners durara dieciocho capítulos, pero no se sabía si se le permitiría hacerlo. Él espera seguir con Loners y espera por el permiso de Marvel. Esto parece muy poco probable, ya que las cifras de venta de Loners se encuentra 5.000 ejemplares abajo del punto de balance de las series en progreso de marvel. 38
Con un seguimiento de la serie improbables, Cebulski publicó una disculpa a los lectores en los foros de Newsarama que él no "se encuentran y coinciden con todas sus expectativas para los personajes", y que iba a aclarar errores de continuidad y eventos inexplicables en un puesto de la serie -mortem en ese mismo sitio. A pesar de que se negó a responder a las preguntas que han sido respondidas en futuras ediciones del libro jamás se han encargado o publicado.

## Otras versiones
En la realidad alternativa de "Days of the Future Now" , el equipo de Excelsior se compone de Cecilia Reyes, Diamond Lil, Randome, y Ricochet.